# Ovo je Balkan
«Ovo je Balkan» (en Serbio: Ово je Балкaн, en español: Éstos son los Balcanes) es una canción compuesta por el afamado compositor bosnio Goran Bregović e interpretada por Milan Stanković que representó a Serbia en el Festival de la Canción de Eurovisión 2010, que se celebró en Oslo, Noruega. El tema fue interpretado en serbio.
El 10 de abril de 2010, se lanzó una versión en español llamada "Balkañeros".